# Beżanec Sofia
Beżanec Sofia (bułg. СК "Бежанец" (София)) – bułgarski klub piłkarski z siedzibą w stolicy kraju, mieście Sofia, działający w latach 1923–1945.

## Historia
Chronologia nazw:
- 1923: Beżanec Sofia (bułg. СК "Бежанец" (София))
- 1945: klub rozwiązano – po fuzji z Byłgaria Sofia i Sławia Sofia

Klub Sportowy Beżanec został założony w Sofijskiej dzielnicy "Lagera" przez bułgarskich imigrantów z zachodnich krańców Bułgarii w 1923 roku. Początkowo zespół występował w niższych dywizjach mistrzostw Sofijskiego Związku Piłki Nożnej. Dopiero w sezonie 1934/35 osiągnął wielki sukces, zdobywając mistrzostwo III sofijskiej dywizji oraz awans do drugiej dywizji. W 1940 roku nastąpiła reorganizacji mistrzostw Bułgarii, wskutek czego 6 drużyn z Sofii, grające w Nacionałnej futbołnej diwiziji, oraz mistrz I dywizji Sofijskiej utworzyli pierwszą dywizję mistrzostw Sofii, a Beżanec został zdegradowany do trzeciej dywizji.
W 1945 roku połączył się z klubami "Byłgaria" i "Sławia", po czym przestał istnieć.

## Barwy klubowe, strój, herb, hymn
|  |

Klub ma barwy czarne. Piłkarze domowe spotkania zazwyczaj grają w czarnych koszulkach, czarnych spodenkach oraz czarnych getrach.

## Sukcesy

### Trofea międzynarodowe
Do chwili obecnej klub jeszcze nigdy nie zakwalifikował się do rozgrywek europejskich.

### Trofea krajowe
| \| \| Zdobyte trofea w rozgrywkach Bułgarii (stan na: 31-05-2024) \| |                                                             |      |          |
| Rozgrywki                                                            | Osiągnięcie                                                 | Razy | Sezon(y) |
| · Mistrzostwo                                                        | I miejsce                                                   | 0    |          |
| · Mistrzostwo                                                        | II miejsce                                                  | 0    |          |
| · Mistrzostwo                                                        | III miejsce                                                 | 0    |          |
| Puchar                                                               | zdobywca                                                    | 0    |          |
| Puchar                                                               | finalista                                                   | 0    |          |
| II liga                                                              | I miejsce                                                   | 0    |          |
| II liga                                                              | II miejsce                                                  | 0    |          |
| II liga                                                              | III miejsce                                                 | 0    |          |
| Bułgaria                                                             | Zdobyte trofea w rozgrywkach Bułgarii (stan na: 31-05-2024) |      |          |

- III Sofijska diwizija (D4):
  - mistrz (1x): 1934/35

## Poszczególne sezony

### Rozgrywki międzynarodowe

#### Europejskie puchary
Nie uczestniczył w rozgrywkach europejskich.

### Rozgrywki krajowe
| \| Bułgaria \| Bilans występów klubu w rozgrywkach piłkarskich Bułgarii (Stan na 31 maja 2025 r.) \| \| |                                                                                    |        |       |   |   |   |    |    |     |                      |        |        |      |
| Poziom                                                                                                  | Rozgrywki                                                                          | Sezony | Mecze | Z | R | P | B+ | B– | Pkt | Lata                 | Awanse | Spadki | Naj. |
| I | Nacionałna futbołna diwizija / Dyrżawno pyrwenstwo                                 | 0      |       |   |   |   |    |    |     |                      | 0      | 0      |      |
| II | B RPG / Wtora PFG / Pyrwa PFL / B PFG / Wtora PFL                                  | 0      |       |   |   |   |    |    |     |                      |        |        |      |
| III | Treta amatorska futbołna liga                                                      | 5      |       |   |   |   |    |    |     | 1935–1940            | 0      | 1      | ?    |
| IV | Obłastna futbołna liga                                                             | 6+     |       |   |   |   |    |    |     | 192?–1935, 1940–1945 | 1      | 0      | 1    |
| | Puchar Bułgarii                                                                    | 0      |       |   |   |   |    |    |     |                      | 0      | 0      |      |
| Bułgaria                                                                                                | Bilans występów klubu w rozgrywkach piłkarskich Bułgarii (Stan na 31 maja 2025 r.) |        |       |   |   |   |    |    |     |                      |        |        |      |

## Struktura klubu

### Stadion
Drużyna rozgrywała swoje mecze domowe w Sofii na boisku Beżanec, który znajdował się w miejscu, w którym później wybudowano budynek GUSW. 

## Kibice i rywalizacja z innymi klubami

### Derby
- AS 23 Sofia
- Benkowski Sofia
- Botew Sofia
- Grafik Sofia
- Lewski Sofia
- Rakowski Sofia
- SK Sofia
- Sławia Sofia
- Sportist Sofia
- Szipka Sofia
- Ustrem Sofia
- ŻSK Sofia